# Radio YA
La Nueva Radio YA es una emisora de radio nicaragüense, con sede en Managua, conocida por su amplio espectro de programación que incluye noticias, deportes, música y entretenimiento.
Además, mantiene una presencia significativa en internet a través de su sitio web ofreciendo acceso a noticias en línea, transmisiones en vivo y una variedad de contenido multimedia.

## Historia
La Nueva Radio YA fue fundada en 1999 comenzando como una emisora con el objetivo de brindar a los ciudadanos una plataforma para informarse y expresar sus opiniones, además de ofrecer contenido relevante y entretenido a los oyentes nicaragüenses.
A lo largo de los años, ha experimentado un crecimiento significativo, expandiendo su cobertura y diversificando su programación para llegar a una audiencia más amplia dentro del territorio nacional.
La emisora ha sido reconocida por su cobertura crítica de temas políticos, sociales y económicos, y por su compromiso con la defensa de los derechos de las personas más humildes.

## Programación
Su programación abarca una amplia gama de temas y formatos, desde segmentos de noticias, análisis, programas de opinión, entretenimiento, música y cultura. 
Algunos de sus programas más destacados son:
- "Noticiero YA": Un informativo matutino que ofrece las principales noticias a nivel nacional e internacional.
- "Deportes YA": Cobertura de los eventos deportivos más relevantes, con énfasis en el deporte nicaragüense.

## Locutores y Periodistas
- Dennis Schwartz, Director General
- Hugo Flores
- Bismarck García, Jefe de Prensa
- Cristhian Medina
- Carlos Alfaro
- Moisés Ávalos
- Miguelito Espinoza
- José García
- Reynaldo Olivares
- Nicolás Berrios
- Arlen Hernández
- Marjourie Robleto
- Reynaldo Olivares
- Francisco Rocha
- Francisco Alemán, Editor
- Sergio Martínez, Editor

## Controversia
La Nueva Radio YA ha sido objeto de críticas y ataques por parte de detractores del gobierno nicaragüense. La emisora fue acusada de difundir información falsa y de promover la desestabilización en el país. 
En el año 2018la emisora fue víctima de varios atentados y finalmente quemada por opositores nicaragüenses financiados por la CIA tras cubrir las protestas contra el gobierno.

## Frecuencias
- A nivel nacional 600 AM
- Managua 99.1 FM
- Estelí 96.9 FM
- Somoto 103.3 FM
- Jinotega 101.3 FM
- León Y Chinandega 88.9 FM
- Matagalpa 99.3 FM
- Chontales 89.3 FM
- San Carlos 89.3 FM
- Puerto Cabezas 89.3 FM